# El Quince
El Quince es una pequeña localidad del departamento General Roca, en la provincia de Río Negro, Argentina. La administración local es llevada a cabo por una Comisión de Fomento organizada desde la provincia en el mismo sitio. Actualmente cuenta con un destacamento de una brigada policial rural. 

## Historia
El Quince fue fundado tras la creación de un puente carretero/peatonal que cruza el canal principal, en la Provincia de Río Negro, Argentina. Se llama el Quince debido a que los rieles del ferrocarril se encuentran a 1215 kilómetros de Plaza Constitución, contaba con una estación de ferrocarril, hoy en día demolida.

## Ubicación
Se encuentra en el kilómetro 25 de la Ruta Nacional 151 en el cruce junto a la Calle 1, en la entrada hay un arco y una señal que indica un cruce ferroviario.